# Кожата, в която живея
„Кожата, в която живея“ (на испански: La piel que habito) е испански психологически трилър от 2011 година на режисьора Педро Алмодовар.

## Сюжет
Внимание:  Текстът по-долу разкрива сюжета на произведението (или части от него)!
Световноизвестният хирург Робърт Ледгард открива тайната на създаването на изкуствена човешка кожа. Той уверява колегите си, че прави експерименти с мишки, но тайно държи заключена в селската си къща млада жена на име Вера, която е основният обект на неговите експерименти...

## Актьорски състав
| Актьор           | Роля                                                   |
| ---------------- | ------------------------------------------------------ |
| Антонио Бандерас | д-р Робърт – хирург                                    |
| Елена Аная       | Висенте Гилен Пинейро (глас) / Вера Круз / Гал Ледгард |
| Мариса Паредес   | Марилия – прислужница в къщата на Робърт Ледгард       |
| Ян Корнет        | Вера Круз (глас) / Висенте Гилен Пинейро               |
| Роберто Аламо    | Сека – син на Марилия                                  |
| Бланка Суарес    | Норма Ледгард – дъщеря на Робърт Ледгард               |
| Сузи Санчес      | майката на Висенте                                     |
| Барбара Лени     | Кристина                                               |
| Едуард Фернандес | Фулхенсио                                              |
| Конча Буйка      | певица на сватба                                       |